# جوني بيركنز
جوني بيركنز (بالإنجليزية: Johnny Perkins)‏ هو لاعب كرة قدم أمريكية أمريكي، ولد في 21 أبريل 1953 في فرانكلين في الولايات المتحدة، وتوفي في 25 أبريل 2007 في فورت وورث في الولايات المتحدة.

## وصلات خارجية
- جوني بيركنز على موقع مرجع كرة القدم المحترفة.كوم (الإنجليزية)